# ウィリアム・モーナー
ウィリアム・エスコ・モーナー（William Esco Moerner, 1953年6月24日 - ）はアメリカ合衆国の化学者、物理学者。スタンフォード大学教授。超高解像度蛍光顕微鏡の開発で2014年のノーベル化学賞を受賞した。

## 経歴
カリフォルニア州アラメダ郡プリーザントンでドイツ系アメリカ人の家庭に生まれ、テキサス州で育つ。1975年にセントルイス・ワシントン大学卒業後、コーネル大学大学院に進み、1978年に物理学のMSc、1982年にPh.D.を取得。1981年から1995年まで、IBMで研究を行い、1998年までカリフォルニア大学サンディエゴ校で教授を務めた。2002年から現職。

## 受賞歴
- ウルフ賞化学部門（2008年）
- アーヴィング・ラングミュア賞（2009年）
- ピーター・デバイ賞（2013年）
- ノーベル化学賞（2014年）

## 役職
- 米国科学アカデミー会員
- アメリカ物理学会フェロー
- アメリカ芸術科学アカデミーフェロー
- アメリカ科学振興協会フェロー